# Galliate Lombardo

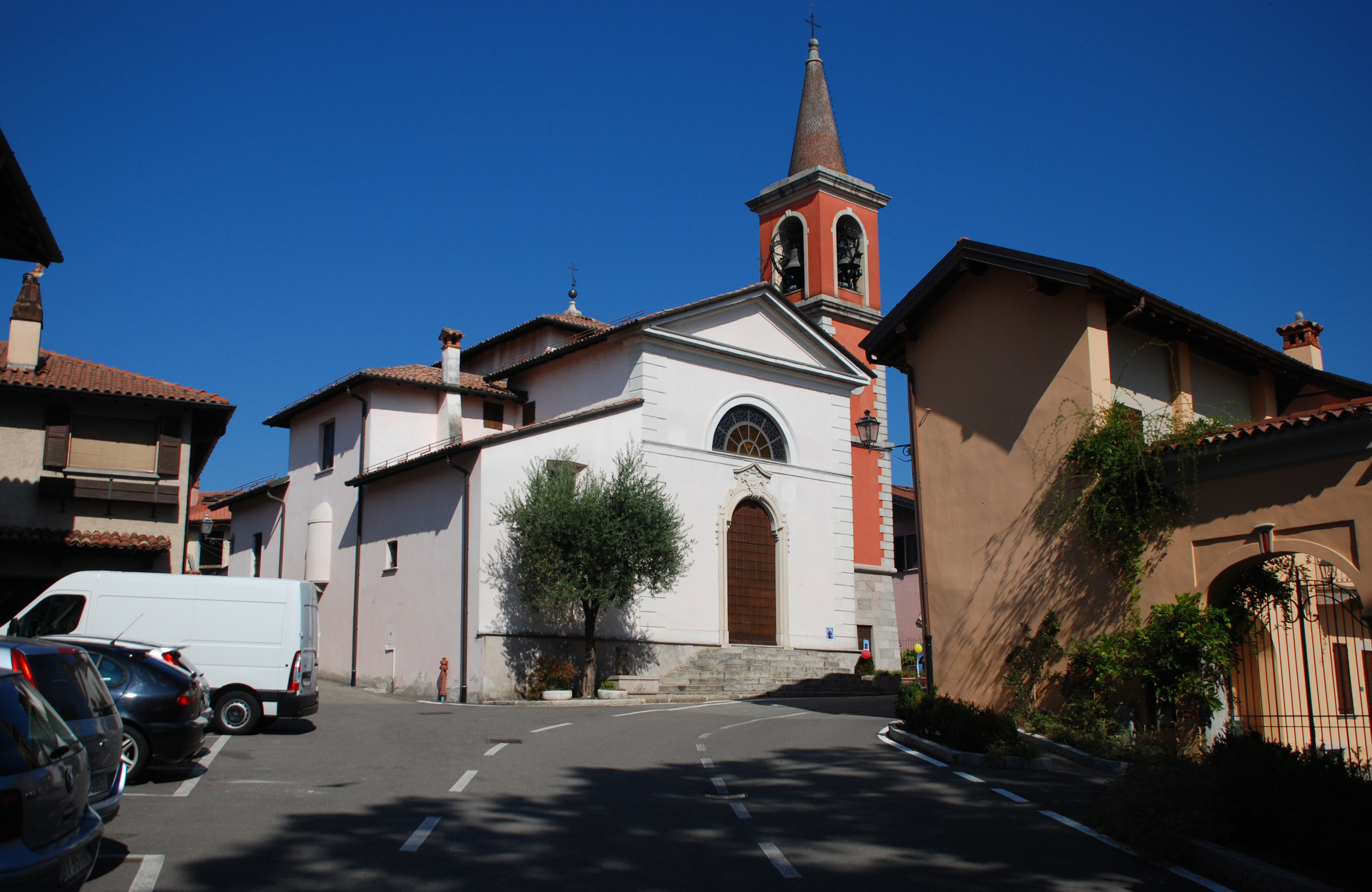
Pfarrkirche Santi Gervaso e Protaso

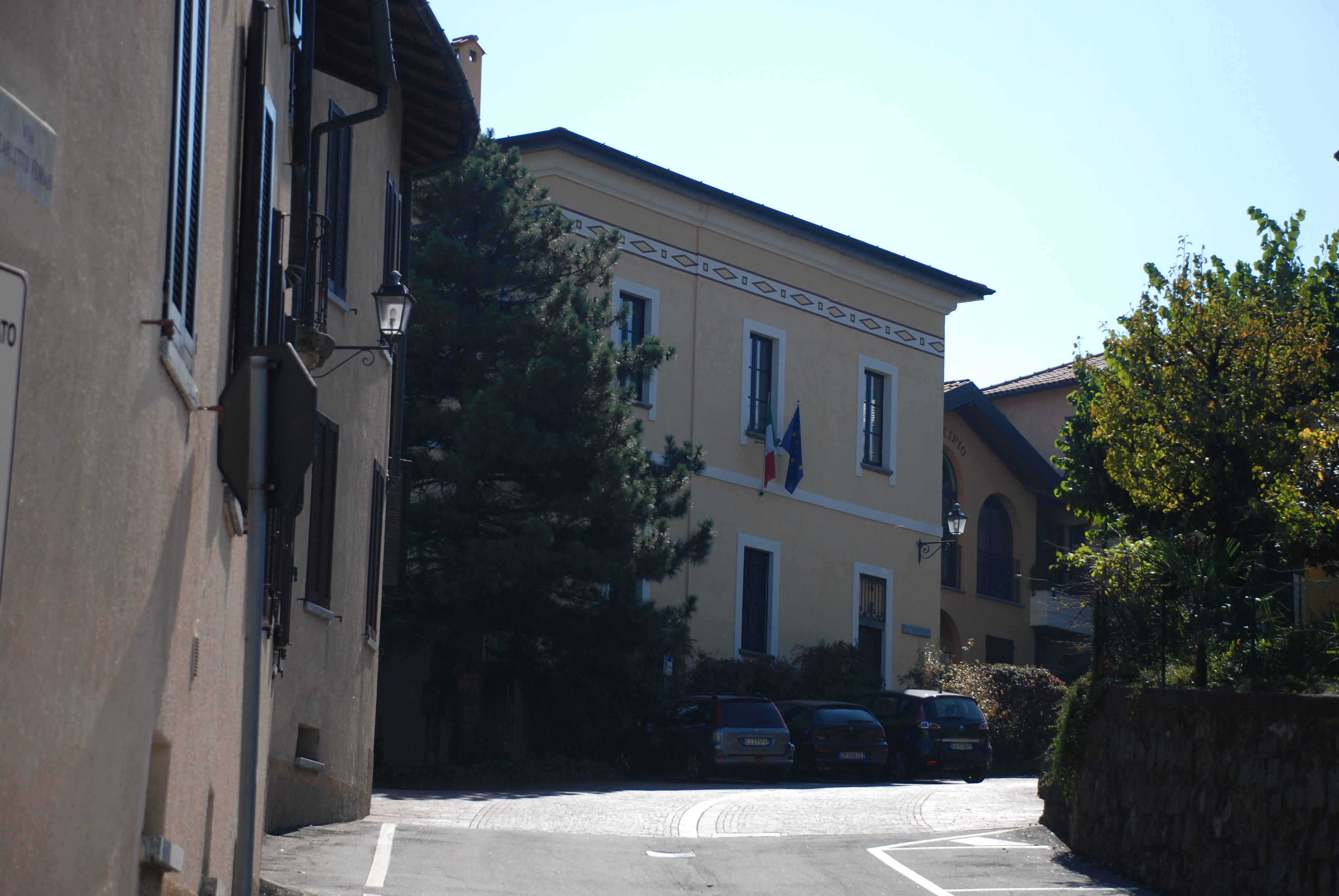
Gemeindehaus

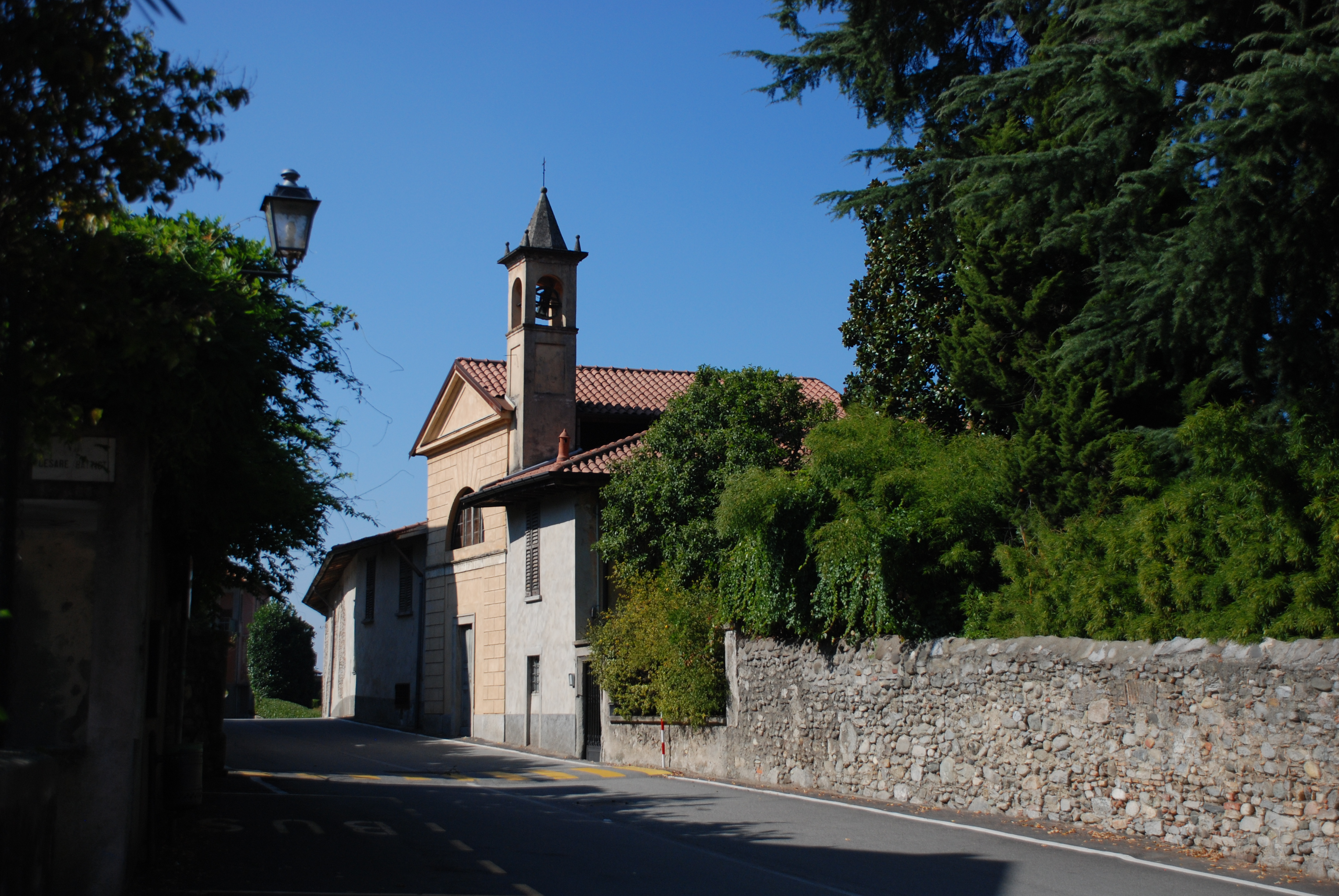
Kirche

Galliate Lombardo ist eine italienische Gemeinde (comune) in der Provinz Varese in der Region Lombardei.

## Geographie
Die Gemeinde liegt etwa 5,5 Kilometer südwestlich von Varese am Lago di Varese und bedeckte eine Fläche von 3,7 km². Die Nachbargemeinden sind Azzate, Bodio Lomnago, Daverio und Varese.

## Geschichte
Die Ortschaft Galliate, die in den Statuten der Straßen und Gewässer der Grafschaft Mailand von 1346 als Gayà cum Galiono erwähnt wird und zur Pieve von Varese gehört, gehörte zu den Gemeinden, die zur Instandhaltung der Straße von Rho beitrugen (1346). Im Jahr 1538 wurde Galliate an Egidio Bossi belehnt. In den Registern des Estimo (Grundbuch) des Herzogtums Mailand von 1558 und späteren Aktualisierungen war Galliate unter den in derselben Pfarrei erfassten Gemeinden. Aus den Antworten auf die 45 Fragen der II. Junta der Volkszählung des Staates Mailand geht hervor, dass Galliate eine an den Markgrafen Bossi belehnte Gemeinde war, an den sie keine Lehnsrechte abgab.
Die Justiz wurde vom königlichen Richter, der in Varese residierte, und vom Feudalrichter, damals Nicolao de Cristoforis, ausgeübt. Der Konsul überreichte der Strafbank von Varese seinen gewöhnlichen Eid und dem feudalen Podestà eine Kopie. Die Beamten waren zwei Regenten, die mündlich gewählt wurden, wie aus dem Schreiben von Doktor De Cristoforis hervorgeht, und ein Konsul, der jeden Monat ausgetauscht wurde und die Aufgabe hatte, die Gerechtigkeit der öffentlichen Verteilungen zu überwachen. Der Kanzler residierte im Territorium und bewahrte die wenigen vorhandenen Schriften zu Hause auf. Die Zahl der im Dorf lebenden Seelen betrug 240. In der territorialen Aufteilung von 1757 wurde Galliate in die Gemeinde Varese aufgenommen (Edikt vom 10. Juni 1757).
Im Jahr 1786 wurde die Gemeinde zusammen mit den anderen Orten der Gemeinde Varese Teil der Provinz Gallarate, nachdem die österreichische Lombardei in acht Provinzen aufgeteilt worden war (Edikt vom 26. September 1786). Im Jahr 1791 wurden die 26 Gemeinden der Gemeinde Varese in den Volkszählungsbezirk XXXVI der Provinz Mailand aufgenommen (1791). Gemeinde Galliate 1798–1809 Nach dem Gesetz vom 26. März 1798 zur Organisation des Departements Verbano wurde die Gemeinde Galliate in den Bezirk Varese aufgenommen.
Im Jahr 1805 wurde die Gemeinde Galliate in den Kanton I von Varese, Bezirk II von Varese, des Dipartimenzo del Lario aufgenommen. Die Gemeinde gehörte zur Klasse III. Bei der Aktivierung der Gemeinden der Provinz Como, gemäß der territorialen Aufteilung des Lombardo-Venetiens, wurde die Stadt Gagliate (Galliate) in den Bezirk XVII von Varese eingegliedert. Gagliate, eine Gemeinde mit einer Vorladung, wurde durch die spätere territoriale Aufteilung der lombardischen Provinzen. Nach dem vorübergehenden Anschluss der lombardischen Provinzen an das Königreich Sardinien wurde die Gemeinde Galliate Lombardo, die von einem Rat mit fünfzehn Mitgliedern und einem Rat mit zwei Mitgliedern verwaltet wurde. Bei der Gründung des Königreichs Italien im Jahr 1861 hatte die Gemeinde 428 Einwohner (Volkszählung 1861). Bis 1863 trug die Gemeinde den Namen Galliate, danach wurde sie in Galliate Lombardo umbenannt.
Nach der Gemeindereform von 1926 wurde die Gemeinde von einem Podestà verwaltet. Im Jahr 1927 wurde die Gemeinde der Provinz Varese zugeschlagen. Nach der Gemeindereform von 1946 wurde die Gemeinde Galliate Lombardo von einem Bürgermeister, einer Junta und einem Gemeinderat verwaltet.

## Bevölkerung
| Bevölkerungsentwicklung | Bevölkerungsentwicklung | Bevölkerungsentwicklung | Bevölkerungsentwicklung | Bevölkerungsentwicklung | Bevölkerungsentwicklung | Bevölkerungsentwicklung | Bevölkerungsentwicklung | Bevölkerungsentwicklung | Bevölkerungsentwicklung | Bevölkerungsentwicklung | Bevölkerungsentwicklung | Bevölkerungsentwicklung | Bevölkerungsentwicklung |
| ----------------------- | ----------------------- | ----------------------- | ----------------------- | ----------------------- | ----------------------- | ----------------------- | ----------------------- | ----------------------- | ----------------------- | ----------------------- | ----------------------- | ----------------------- | ----------------------- |
| Jahr                    | 1751                    | 1805                    | 1853                    | 1859                    | 1881                    | 1901                    | 1921                    | 1951                    | 1971                    | 1991                    | 2001                    | 2011                    | 2021                    |
| Einwohner               | 240                     | 179                     | *387                    | 413                     | 532                     | 509                     | 452                     | 431                     | 445                     | 753                     | 844                     | 982                     | 982                     |

- 1809 Fusion mit Daverio

## Sehenswürdigkeiten
- Pfarrkirche Santi Gervaio e Protasio
- Wallfahrtskirche del Varallino

## Persönlichkeiten
- Franca Helg (1920–1989), Architekt, Universitätsdozentin, wohnte oft in Galliate.
- Carletto Ferrari (* 16. März 1912 in Bizzozero; † 11. Januar 1945 in Galliate), Partisan und Antifaschist[2][3]